# Serrat del Clapers

El Serrat del Clapers, respecte del terme de Granera

El Serrat del Clapers és un serrat del terme municipal de Granera, a la comarca del Moianès.
Està situat a la zona meridional del terme de Granera, a prop del termenal municipal amb Sant Llorenç Savall. L'extrem meridional del serrat frega el límit municipal, mentre que el septentrional és el Pla de l'Óssol.